# Общество Таузского цементного завода
Общество Таузского цементного завода — российская  компания. Полное наименование — Акционерное общество для производства портладнцемента и других строительных материалов "Тауз". Штаб-квартира компании располагалась в Санкт-Петербурге.

## История

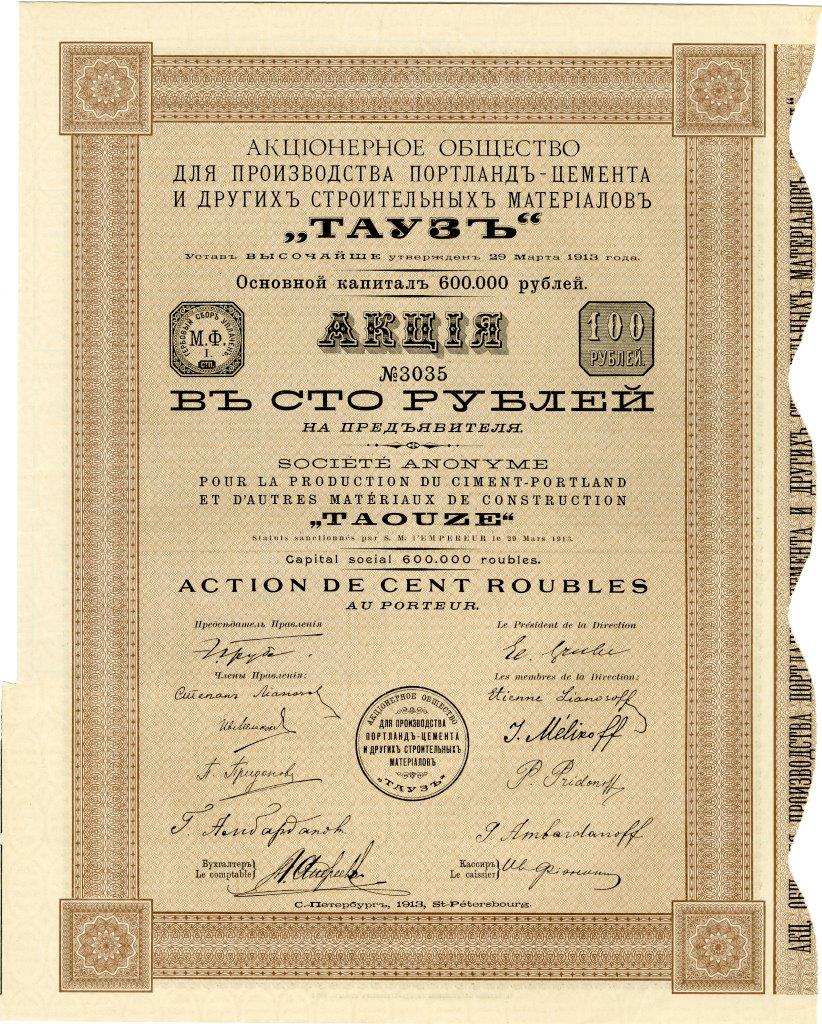
Акция в 100 руб. на предъявителя акционерного общества для производства портландцемента и других строительных материалов "Тауз". С.-Петербург, 1913 г.

Известное далеко за пределами современного Азербайджана производство цветного цемента близ селения Тауз (ныне - Товуз), расположенного на северо-западе республики примерно в 430 км от Баку, было заложено в 1912 г. По некоторым данным, строительством завода проектной мощностью до 4 тыс. тонн цемента в год, принадлежавшего Акционерному обществу для производства портладнцемента и других строительных материалов "Тауз", занимался немецкий концерн "Siemens".
Устав Общества Таузского завода, Основной капитал которого составлял 600 тыс. руб., разделенных на 6 тыс. акций номиналом в 100 руб. каждая, был Высочайше утвержден 29 марта 1913 г.
Место под строительство предприятия по добыче цемента было выбрано не случайно - земли Товузского района богаты известняками, приуроченными к верхнему мелу (так называемая сеноманская известняково-мергельная толща), в свою очередь являющимися прекрасным сырьем для цементной промышленности
Уже в советскую эпоху, в 1936 г. на основании исследовательских работ, проведенных Всесоюзным научно-исследовательским институтом цементов (ВНИИЦ), специальным постановлением Совнаркома на Таузском цементном заводе было впервые в промышленных объемах налажено изготовление белых и цветных цементов. Сырьем для получения белого цемента служил Араратский известняк.
После успешного выпуска первых промышленных партий этого одного из основных строительных материалов Таузский цементный завод был переведен на постоянное производство белого и цветных (светлокремового, кремового, бежевого, жёлтого, розового, красного, зелёного, синего и чёрного) цементов. Качество продукции соответствовало самым высоким требованиям: по белизне, прочности (марка 400, 500), сопротивлению истиранию, цветостойкости, а также долговечности. Через несколько лет после Победы в Великой Отечественной войне объемы производства белого цемента в Таузе были удвоены и доведены до 35 тыс. тонн в год. Вплоть до своего закрытия по естественным причинам в 1980 г., предприятие бывшего Акционерного общества для производства портладнцемента и других строительных материалов "Тауз" обеспечивало белым цементом многие крупномасштабные и известные стройки Советского Союза.